# Rignano Garganico
Rignano Garganico es una localidad y comune italiana de la provincia de Foggia, región de Apulia, con 2.196 habitantes.

## Evolución demográfica
| Gráfica de evolución demográfica de Rignano Garganico entre 1861 y 2001 |
|                                                                         |
| Fuente ISTAT - elaboración gráfica de Wikipedia                         |